# Sana (muhafaza)
Sana  (arap. ‏صنعاء‎) je jedna od 20 jemenskih muhafaza. Ova pokrajina nalazi se u sredini Jemena u gorju Tibämat aš šam.
Pokrajina Sana ima površinu od 13.850 km² i 918.379 stanovnika, a gustoća naseljenosti iznosi 66,3 st./km². Glavni grad ove pokrajine je Sana, ujedno glavni grad Jemena.